# Трновитички Поповац
Трновитички Поповац је насељено место у саставу града Гарешнице у Бјеловарско-билогорској жупанији, Република Хрватска.

## Историја
Почетком 20. века Поповац је село парохијска филијала села Пашијан. Месна основна школа је комунална по статусу и као школска филијала припада главној у Пашијану. Године 1905. учитељ је био Ђорђе Беловитић, који учи 40 ђака у редовној и још 16 у пофторној настави.
До територијалне реорганизације у Хрватској налазио се у саставу старе општине Гарешница.

## Становништво
На попису становништва 2011. године, Трновитички Поповац је имао 392 становника.

## Попис1991.
На попису становништва 1991. године, насељено место Трновитички Поповац је имало 500 становника, следећег националног састава:
| Попис 1991.‍  | Попис 1991.‍  | Попис 1991.‍ | Попис 1991.‍ | Попис 1991.‍ |
| ------------ | ------------ | ----------- | ----------- | ----------- |
|              |              |             |             |             |
| Хрвати       | Хрвати       |             | 261         | 52,20%      |
| Срби         | Срби         |             | 130         | 26,00%      |
| Мађари       | Мађари       |             | 54          | 10,80%      |
| Југословени  | Југословени  |             | 20          | 4,00%       |
| Чеси         | Чеси         |             | 5           | 1,00%       |
| неопредељени | неопредељени |             | 23          | 4,60%       |
| непознато    | непознато    |             | 7           | 1,40%       |
| укупно: 500  |              |             |             |             |